# Csak egy szép lány
A Csak egy szép lány kezdetű népies dalt Szentirmay Elemér írta 1874-ben feleségének Elemér dala! címmel. Egy évvel később beválogatta 20 dalból álló, Elemér dalai című művébe kilencedik dalként.
Először 1875. január 15-én az A falu rosszá-ban adták elő a cselekménybe illő Alig virrad kezdetű szöveggel. Belekerült az 1878-as párizsi kiállításra készült zsebkönyvecskébe is.

1875 után a világjáró cigánybandák műsorából nem hiányozhatott. Pablo de Sarasate is innen ismerte meg, és választotta Ziegeunerweisen (Cigány dallamok) című művének egyik témájául. Gyakran említik mint az egyetlen magyar szerenádot.
Az 1936-os berlini olimpián a rendezőség műsoros előadással akarta szórakoztatni az olimpiai falu versenyzőit. Hiába a kiváló előadók, énekesek, muzsikusok, a taps csak akkor tört ki, amikor egy magyar énekesnő a Csak egy kislányt énekelte el. Ez volt az egyetlen dal, ami a világ minden tájáról összegyűlt hallgatóság tetszését megnyerte.

## Kotta és dallam
| Csak egy szép lány van e világon, az én kedves rózsám, galambom. A jó isten be nagyon szeret, hogy énnékem adott tégedet. | Szép virág az égő szerelem, Piros, miként ajkad édesem, Hej, de annyi mézet nem terem, Mint pici szád édes kedvesem |

## Felvételek
- Szentirmay Elemér:  Csak Egy Szep Lany. Hajmássy Ilona  YouTube (2012. január 17.)  (Hozzáférés: 2017. április 18.) (videó) 1:38-ig.
- Szentirmay Elemér:  CSAK EGY KISLANY van a vilagon. YouTube (2016. július 2.)  (Hozzáférés: 2017. április 21.)
- Szentirmay Elemér:  Csak egy kislány van a világon. Mága Zoltán  YouTube (2015. május 16.)  (Hozzáférés: 2017. április 21.)